# Tipologia de Myers-Briggs
A tipologia de Myers-Briggs, indicador tipológico ou ainda classificação tipológica de Myers-Briggs (do inglês Myers–Briggs Type Indicator - MBTI) é um instrumento utilizado para identificar características e preferências pessoais que utiliza reivindicações pseudocientíficas. Katharine Cook Briggs e sua filha Isabel Briggs Myers desenvolveram o indicador durante a Segunda Guerra Mundial, baseadas nas teorias de Carl Gustav Jung sobre os Tipos Psicológicos. O CPP Inc., editor do instrumento MBTI, o chama de "a avaliação de personalidade mais amplamente utilizada no mundo", com até dois milhões de avaliações administradas anualmente. O CPP e outros defensores afirmam que o indicador atende ou ultrapassa a confiabilidade de outros instrumentos psicológicos e inclui relatos do comportamento individual.
Apesar de sua popularidade, a tipologia foi apontada como pseudocientífica por pesquisadores. Estudos têm encontrado divergências frente à validade, consistência interna e confiabilidade (teste-reteste), mesmo havendo sido observadas algumas oscilações. Entretanto, alguns psicólogos acadêmicos criticaram o indicador, afirmando que este "carece de dados válidos convincentes". O uso do MBTI como um prognosticador do sucesso profissional não recebe suporte em estudos, e seu uso com este propósito é expressamente desencorajado no Manual.

## Conceitos

### Tipo e dicotomia
Um conceito fundamental para o MBTI é "Tipo Psicológico". A ideia é que os indivíduos acham certas maneiras de pensar e agir mais fáceis que as outras. O MBTI postula a existência de quatro pares opostos de maneiras de pensar e agir, chamados dicotomias (dimensões). As preferências são normalmente indicadas por letras maiúsculas que indicam cada uma destas quatro preferências.

### As quatro dicotomias
Os quatro pares de preferências ou "dicotomias" são apresentadas na tabela à direita.
Os termos usados para cada dicotomia têm significados técnicos específicos relacionados ao MBTI, que diferem do seu significado cotidiano. Por exemplo, pessoas com uma preferência para julgamento em relação à percepção não são, necessariamente, mais críticos ou menos perceptivos.
Além disto, o MBTI não mede as aptidões: apenas mostra que uma preferência se sobressai a outra. Uma pessoa que informa alta pontuação para extroversão em relação à introversão não pode ser corretamente descrita como mais extrovertida: ela simplesmente tem uma preferência evidente.

## Os 16 tipos

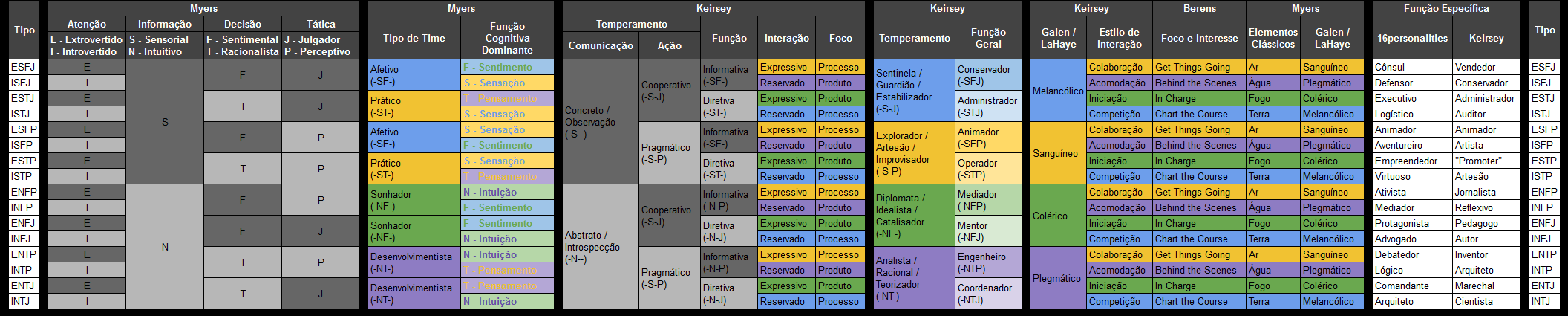
Tabela correlacionando os 16 tipos de personalidade conforme as teorias de Myers-Briggs e David Keirsey

Às quatro dicotomias correspondem 16 tipos psicológicos que podem ser divididos em 4 grupos de temperamentos (ordenados segundo a frequência na população nos Estados Unidos em How Frequent Is My Type?):
SJs ou Guardiões (46,1%) SPs ou artesãos (27%)
NTs ou Racionais (10,4%)
NFs ou Idealistas (16,5%)
O MBTI é frequentemente utilizado nas áreas de aconselhamento de carreira, pedagogia, dinâmicas de grupo, orientação profissional, treino de liderança, aconselhamento matrimonial e desenvolvimento pessoal, entre outros.
Os 16 tipos são:
- INTP - Lógico
- INTJ - Arquiteto
- ENTJ - Comandante
- ENTP - Inovador
- INFJ - Advogado
- INFP - Mediador
- ENFJ - Protagonista
- ENFP - Ativista
- ISTJ - Logístico
- ISFJ - Defensor
- ESTJ - Executivo
- ESFJ - Cônsul
- ISTP - Virtuoso
- ISFP - Aventureiro
- ESTP - Empresário
- ESFP - Animador

## O relatório
O instrumento gera um relatório onde as 4 dicotomias do respondente são representadas niveladamente em um gráfico de barras em que quanto mais longa a barra, mais clara e certa é a preferência. Na sequência, as preferências analisadas serão relacionadas e alinhadas detalhadamente de acordo aos patamares: "Seu estilo de trabalho", "Suas preferências no trabalho", "Seu estilo de comunicação", "Ordem de suas preferências", "Sua abordagem para resolução de problemas".

## Precisão e validade
[...] uma tarefa importante na interpretação é ajudar os entrevistados com preferências relatadas menos claras a chegar a uma avaliação confortável e precisa de seu tipo. Isso é feito em uma sessão de interpretação principalmente por meio de uma exploração de como as preferências de tipo aparecem nos comportamentos do cliente.

MBTI Manual, Capítulo 6: Interpreting Results of the MBTI and Verifying Type
Apesar de sua popularidade, ele tem sido amplamente considerado como pseudociência pela comunidade científica. A validade do MBTI como instrumento psicométrico tem sido objeto de muitas críticas. Relatos da mídia chamaram o teste de "praticamente sem sentido", e "um dos piores testes de personalidade que existem". O psicólogo  Adam Grant é especialmente contra o MBTI. Ele o chamou de "a moda que não morre" em um artigo da Psychology Today. O especialista em psicometria Robert Hogan escreveu: "A maioria dos psicólogos de personalidade considera o MBTI pouco mais do que um elaborado biscoito da sorte chinês...". Nicholas Campion comenta que esse é "um exemplo fascinante de 'astrologia disfarçada', mascarada de ciência para reivindicar respeitabilidade".
Estima-se que entre um terço e metade do material publicado sobre o MBTI tenha sido produzido para as conferências especiais do Center for the Application of Psychological Type (que fornece o treinamento no MBTI e é financiado pelas vendas do MBTI) ou como artigos no Journal of Psychological Type (que é editado e apoiado pelos defensores do Myers-Briggs e pelas vendas do indicador). Argumenta-se que isso reflete uma falta de análise crítica. Muitos dos estudos que endossam o MBTI são metodologicamente fracos ou não científicos. Uma revisão de 1996 feita por Gardner e Martinko concluiu que: "Está claro que os esforços para detectar ligações simplistas entre preferências de tipo e eficácia gerencial têm sido decepcionantes. De fato, dada a qualidade mista da pesquisa e os resultados inconsistentes, não é possível chegar a uma conclusão definitiva sobre essas relações."
O teste foi comparado a horóscopos, já que ambos se baseiam no efeito Barnum, na lisonja e no viés de confirmação, levando os participantes a se identificarem pessoalmente com descrições que são, de certa forma, desejáveis, vagas e amplamente aplicáveis. O MBTI não é recomendado para aconselhamento.